# لقاح MMRV
لقاح MMRV (بالإنجليزية: MMRV vaccine)‏ يجمع بين لقاح MMR (لقاح الحصبة والنكاف والحصبة الألمانية) مع إضافة لقاح جدري الماء (V يرمز إلى الحماق). يعطى لقاح MMRV للأطفال بين سنة وسنتين.
تقوم العديد من الشركات بتوريد لقاح MMRV. يتم تسويق ProQuad من قبل شركة ميرك آند كو وتمت الموافقة عليه في عام 2005 لاستخدامه في الولايات المتحدة من قبل إدارة الغذاء والدواء للأطفال الذين تتراوح أعمارهم من اثني عشر شهرا وحتى اثني عشر عاما. لقاح MMRV يسمى Priorix Tetra من قبل غلاكسو سميث كلاين قد تمت الموافقة عليه في ألمانيا وأستراليا.

## توصيات
توصي منظمة الصحة العالمية بالتطعيم ضد الحصبة والنكاف والحصبة الألمانية (الحصبة الألمانية) والحماق (الجدري) لأن مخاطر هذه الأمراض تفوق بكثير مخاطر التطعيم ضدها. على وجه الخصوص، توصي منظمة الصحة العالمية بالتطعيم ضد الحماق في البلدان التي يكون فيها اللقاح ميسوراً، ويعد المرض مشكلة هامة نسبياً، ويمكن تحقيق تغطية عالية ومستمرة باللقاحات. نفذت الولايات المتحدة وبضعة بلدان أخرى هذا على نطاق واسع. يتم إعطاء لقاح MMR ولقاح الحماق في الوقت نفسه تقريبًا ويوصى باستخدام حقنة معززة لكل منهما. إن لقاح MMRV، وهو لقاح MMR ولقاح الجدري، يبسّط عملية إدارة اللقاحات.

## موانع
- بالنسبة للأفراد الذين يعانون من مرض معتدل أو شديد، فمن المستحسن عموما الانتظار حتى بعد الشفاء قبل الحصول على ProQuad. لا يوصى باتخاذ مثل هذه الاحتياطات للأمراض البسيطة، مثل البرد.
- من المستحسن تجنب استخدام الأسبرين أو المنتجات المحتوية على الأسبرين لمدة ستة أسابيع على الأقل بعد تلقي لقاح ProQuad (لا ينصح باستخدام الأسبرين في الأطفال الأقل من 16 عامًا في أي حالة). تم الإبلاغ عن حالة خطيرة تسمى متلازمة راي في المرضى الذين يعانون من جدري الماء والأنفلونزا.
- يجب على الأفراد عدم تلقي ProQuad دون استشارة طبيبهم في البداية إذا كان هناك تاريخ لتفاعل حساسية مهددة للحياة إلى الجيلاتين أو البيض أو النيومايسين (المضاد الحيوي) أو لقاح MMR سابق أو الجدري.

ينصح الأطباء أن يكونوا على دراية بما إذا كان المريض مصابًا بفيروس نقص المناعة البشرية / الإيدز أو مرض آخر يؤثر على الجهاز المناعي، أو يتناول دواءً يؤثر على جهاز المناعة، أو السرطان، أو الحمى، أو السل النشط غير المعالج، وهو يتلقى علاج السرطان، أو كان لديه عدد قليل من الصفائح الدموية (اضطراب في الدم).

## الأحداث السلبية
تتضمن الأحداث الضائرة النادرة والخطيرة التي تم الإبلاغ عنها بعد تلقيح ProQuad ردود الفعل التحسسية، بما في ذلك تورم الشفاه أو اللسان أو الوجه. صعوبة في التنفس أو إغلاق الحلق؛ قشعريرة؛ شحوب؛ ضعف؛ دوخة؛ ضربات قلب سريعة. الصمم. نوبات طويلة الأمد أو غيبوبة أو انخفاض الوعي؛ تلف دائم في الدماغ. المضبوطات (الرجيج أو التحديق) الناجمة عن الحمى. أو انخفاض الصفائح الدموية مؤقتة.
بالنسبة للأطفال الذين يبلغون من العمر عامين والصغار، يرتبط لقاح MMRV بأحداث ضرر أكثر بالمقارنة مع لقاحات MMR في نفس اليوم. هناك 4.3 نوبات حمى إضافية لكل 10,000 طفل مُلقح (95٪ CI 2.6–5.6)، 7.5 نوبات حمى معتدلة معظمها لكل 100 طفل تم تطعيمهم (95٪ CI، 5.4-9.4) و 1.1 طفح جلدي شبيه بالحصبة لكل 100 طفل (95) ٪ CI، 0.2–1.8). تحدث نوبات الصرع الناجمة عن لقاح MMRV من 7 إلى 10 أيام بعد التطعيم. في الأطفال الذين تتراوح أعمارهم بين 4-6، لا يوجد أي دليل على وجود خطر متزايد في نوبات الحمى بعد MMRV مقارنة بإدارة منفصلة لقاح MMR و الجدري.

## روابط خارجية
- CDC.gov Licensure of a Combined Live Attenuated Measles, Mumps, Rubella, and Varicella Vaccine (Merck ProQuad)
- FDA.gov – Product Approval Information – Licensing Action: Measles, Mumps, Rubella and Varicella Virus Vaccine Live (ProQuad) Merck & Co', إدارة الغذاء والدواء (September 6, 2005)
- MedicalNewsToday.com – 'مكتبة كوكرين publishes the most thorough survey of MMR vaccination data', Medical News Today